# Tetraleurodes banksiae
Tetraleurodes banksiae là một loài côn trùng cánh nửa trong họ Aleyrodidae, phân họ Aleyrodinae.
Tetraleurodes banksiae được Martin miêu tả khoa học đầu tiên năm 1999.